# Peter Zoller
Pour les articles homonymes, voir Zoller.
Peter Zoller (né le 16 septembre 1952 à Innsbruck) est un physicien théoricien autrichien. Il est professeur à l'université d'Innsbruck et travaille sur le domaine de l'optique quantique et de l'information quantique et est surtout connu pour ses recherches pionnières sur l'informatique quantique et la communication quantique et sur la physique de l'état solide.

## Biographie
Peter Zoller a étudié la physique à l'université d'Innsbruck, où il a obtenu son doctorat en février 1977, puis devint professeur à l'Institut de physique théorique. Entre 1978 et 1979, il a obtenu une allocation de recherche Max Kade avec Peter Lambropoulos à l'université du Sud de la Californie. En 1980, il est resté à Auckland, en Nouvelle-Zélande, en tant que chercheur, avec le groupe de Dan Murs. En 1981, Pierre Zoller rédige “Über die lichtstatistische Abhängigkeit resonanter Multiphotonique-Prozesse” à l'université d'Innsbruck en tant que professeur, en recevant le venia docendi. Durant les années 1981 et 1982 et en 1988 il a été Visiting Fellow à l'Institut pour les laboratoires d'astrophysique (JILA) de l'université du Colorado à Boulder, et en 1986 en tant que professeur invité à l'université Paris-Sud, à Orsay. En 1991, Pierre Zoller a été nommé professeur de physique à JILA et au département de physique de l'université du Colorado à Boulder. À la fin de l'année 1994, il a accepté une place à l'université d'Innsbruck, où il a travaillé depuis. De 1995 à 1999, il a dirigé l'Institut de physique théorique, de 2001 à 2004, il a été vice-doyen des études. Peter Zoller continue à rester en contact étroit avec JILA comme Adjoint Fellow.
De nombreux invités de professeurs l'ont emmené à tous les centres les plus importants de physique à travers le monde. Il a été professeur Loeb à Harvard, à Boston (2004) et professeur Yan Jici à l'université de sciences et technologie de Chine, à Hefei, professeur à l'université Tsinghua, à Pékin (2004), professeur à l'université de Leyde aux Pays-Bas (2005), Professeur Distingué au Technion de Haïfa (2007), Moore Distinguished Scholar à Caltech (2008/2010) et maître de conférences Arnold Sommerfeld à l'université Louis-et-Maximilien de Munich (2010). En 2012/2013, il a été Distinguished Fellow à l'Institut Max-Planck d'optique quantique, à Garching bei München. En 2014, il a été élu en tant que « Membre scientifique externe » à l'Institut Max Planck d'optique quantique. En 2015, il obtient l'International Jacques Solvay Chair in Physics à l'université libre de Bruxelles. Depuis 2003, Peter Zoller a aussi occupé le poste de directeur scientifique à l'Institut d'optique quantique et de l'information quantique (IQOQI) de l'Académie autrichienne des sciences.

## Distinctions
- Docteur honoris causa de l'université d'Amsterdam (2012)
- Docteur honoris causa de l'université du Colorado à Boulder (2019)
- Docteur honoris causa de l'university de Concepción (2024)[14]